# Ariel (film)
Ariel is een Finse zwarte komedie uit 1988 onder regie van Aki Kaurismäki. De film maakt deel uitvan de Työläistrilogia, die gaat over arme Finse arbeiders in de jaren 90. Toen heerste er in Finland een grote economische crisis.

## Verhaal
De vader van de Finse mijnwerker Taisto Kasurinen heeft zelfmoord gepleegd. Hij wordt vervolgens door de politie gearresteerd voor een misdaad die hij niet heeft begaan. Tijdens zijn gevangenschap droomt hij ervan om te ontsnappen en weg te vluchten uit Finland. Uiteindelijk kan hij ontsnappen, maar dat loopt niet van een leien dakje.

## Rolverdeling
| Acteur           | Personage                |
| ---------------- | ------------------------ |
| Turo Pajala      | Taisto Olavi Kasurinen   |
| Susanna Haavisto | Irmeli Katariina Pihlaja |
| Matti Pellonpää  | Mikkonen                 |
| Eeto Hilkamo     | Riku                     |
| Erkki Pajala     | Mijnwerker               |